# Lillooet (peuple)
 (avril 2019).
Si vous disposez d'ouvrages ou d'articles de référence ou si vous connaissez des sites web de qualité traitant du thème abordé ici, merci de compléter l'article en donnant les références utiles à sa vérifiabilité et en les liant à la section « Notes et références ».
Pour les articles homonymes, voir Lillooet.

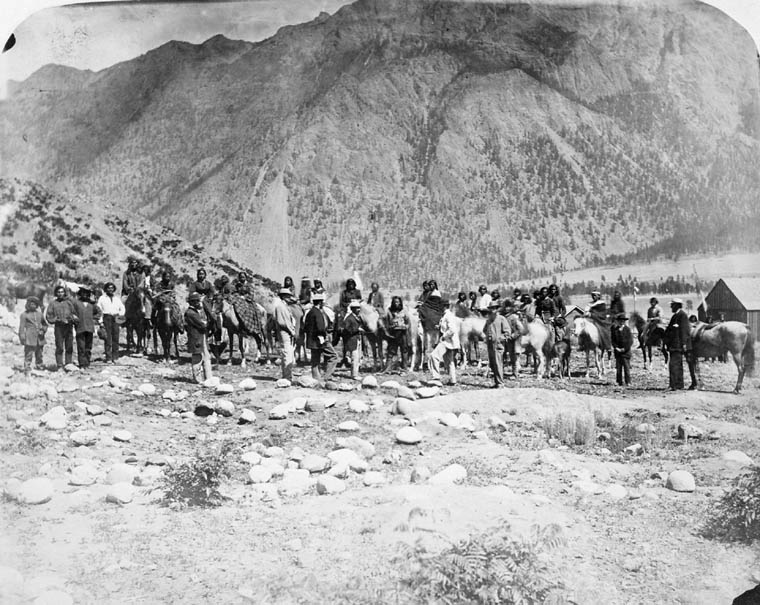
Photographie de 1865 d'une tribu Lillooet

Les Lillooet (nom local St'át'imc ou Sťaťimc, également Stl'atl'imx, Stl'atl'imc, Sƛ'aƛ'imxǝc) sont une population salish de l'intérieur vivant dans la chaîne Côtière du sud et dans la zone du canyon du Fraser, située dans la région de l'Intérieur, qui fait partie de la province canadienne de Colombie-Britannique.
La culture st'át'imc affiche de nombreuses caractéristiques typiques des peuples indigènes de la côte nord-ouest du Pacifique (en) : le potlatch, les noms de clans, la mythologie, le prestige accordé aux personnes riches et généreuses, et les totems dans certaines communautés, en particulier dans la Première Nation Lil'wat, dont les terres tribales et les routes commerciales dans la Whistler Valley et la Green River Vally (en) se chevauchent avec celles de la Première Nation Squamish (en), un peuple salish de la côte.
Ce peuple totalise 6 670 personnes en 2014.

## Groupes
Les St'at'imc sont divisés linguistiquement, culturellement et géographiquement en deux tribus ou Premières Nations principales.
Upper Lillooet (Upper St'at'imc ou Fraser River Lillooet, vivant près de la ville actuelle de Lillooet, située sur le fleuve Fraser) - ils se disent STLA'tlei-mu-wh-talk et parlent le dialecte St'at'imcets.
Lower Lillooet (Lower St'at'imc ou Mount Currie Lillooet, vivant dans les environs du Mont Curie (en), dans la Pemberton Valley, au sud de Skookumchuk (en)) - ils se disent LEEL'-wat-OOL - "Le Vrai Peuple", "Les Vrais Lillooet" (expressions dont sont dérivés les mots "Lillooet" et Lilwat") et parlent le dialecte Ucwalmícwts (" oo-Kwale MEWK")
Lakes Lillooet (Lexalexamux ou Tsala'lhmec - "Peuple du lac"), un groupe reconnu de façon sporadique seulement, vivant entre les territoires de Upper St'at'imc et de Lower St'at'imc situés autour du lac Seton et du lac Anderson (en) - et dont les descendants font aujourd'hui partie de la Première Nation N'quatqua (en) (également connue sous le nom de Anderson Lake Indian Band) et Première Nation de Seton Lake (en) (également nommée Seton Lake Indian Band), historiquement, un groupe appelé les Skimka'imx, vivant au pied de Seton Lake, près de Lillooet, faisait aussi partie de ce groupe.
Les termes de St'at'imc et de Lillooet étant utilisés comme des termes collectifs qualifiant les groupes les plus importants, les bandes individuelles et les Premières Nations de cette population Salish de l'Intérieur, une confusion peut naître entre les groupements ou bandes individuels (en particulier en ce qui concerne les sources historiques) et on peut donc facilement les prendre les uns pour les autres, par conséquent, aujourd'hui, on ne sait plus vraiment si les informations se rapportent à l'un des principaux groupements ou à la Première Nation tout entière.

## Histoire
Ils avaient plusieurs types d'habitations : de longues maisons en planche, des cabanes en terre pour l'hiver et d'autres couvertes d'écorces ou de nattes pour l'été. Le saumon et d'autres sortes de poisson étaient à la base de leur économie, ils chassaient et piégeaient de nombreux animaux (l'ours, le mouton, le caribou, le daim, et de petits mammifères), et ils cueillaient des baies ainsi que des fruits. Il était inhabituel de se faire la guerre entre groupes, le commerce intertribal intensif étant ce que l'on voyait le plus couramment.
La guerre opposant les Tsilhqot’in aux St'at'imc fut une guerre brutale pour ces derniers qui se battirent pour survivre en tant que nation. Les Tsilhqot’in formaient une tribu qui pillait, ils pillèrent en effet tous les groupes de St'at'imc qui s'élevaient au nombre de 11 et prirent les femmes et les enfants comme esclaves. Les deux nations se rencontrèrent dans de nombreux lieux (dans la Graveyard Valley) faisant partie du territoire des St’at’imc et ces derniers l'emportèrent. Le chef In-Kick-Tee (Hunter Jack), qui était le chef de guerre de cette bataille, signa un traité de paix en 1845.

### Déclaration de la tribu Lillooet
La Déclaration de la tribu des Lillooet (en) a été faite en 1911 à Spences Bridge (en), il s'agit de la déclaration de la nation affirmant qu'elle était propriétaire des terres saisies par les colons non autochtones à Seton Portage (en) au début du XXe siècle, elle est considérée comme une déclaration générale de principe concernant tous les territoires traditionnels dont les peuples parlant le St'at'imcets sont propriétaires. La Déclaration de la tribu des Lillooet est la première déclaration formelle de la tribu des Lillooet faite au monde des tribus ayant le statut de pays, en termes internationaux, tel qu'ils les considéraient à cette époque. La Déclaration est mentionnée comme le document de base auquel se réfère l'ensemble des diverses organisations liées à la tribu des Lillooet qui sont en place aujourd'hui, tel que le St'at'imc Chiefs Council, le Lillooet Tribal Council et la Nation In-SHUCK-ch (en). La Déclaration rassemble la tribu au niveau local en tant que pays.

## Langue
La langue ancestrale du peuple lillooet est le st'at'imcets qui fait partie du groupe salish de l'intérieur incluant les langues des peuples voisins Secwepemc (Shuswap) et Nlaka'pamux (Thompson).